# Tanque balão

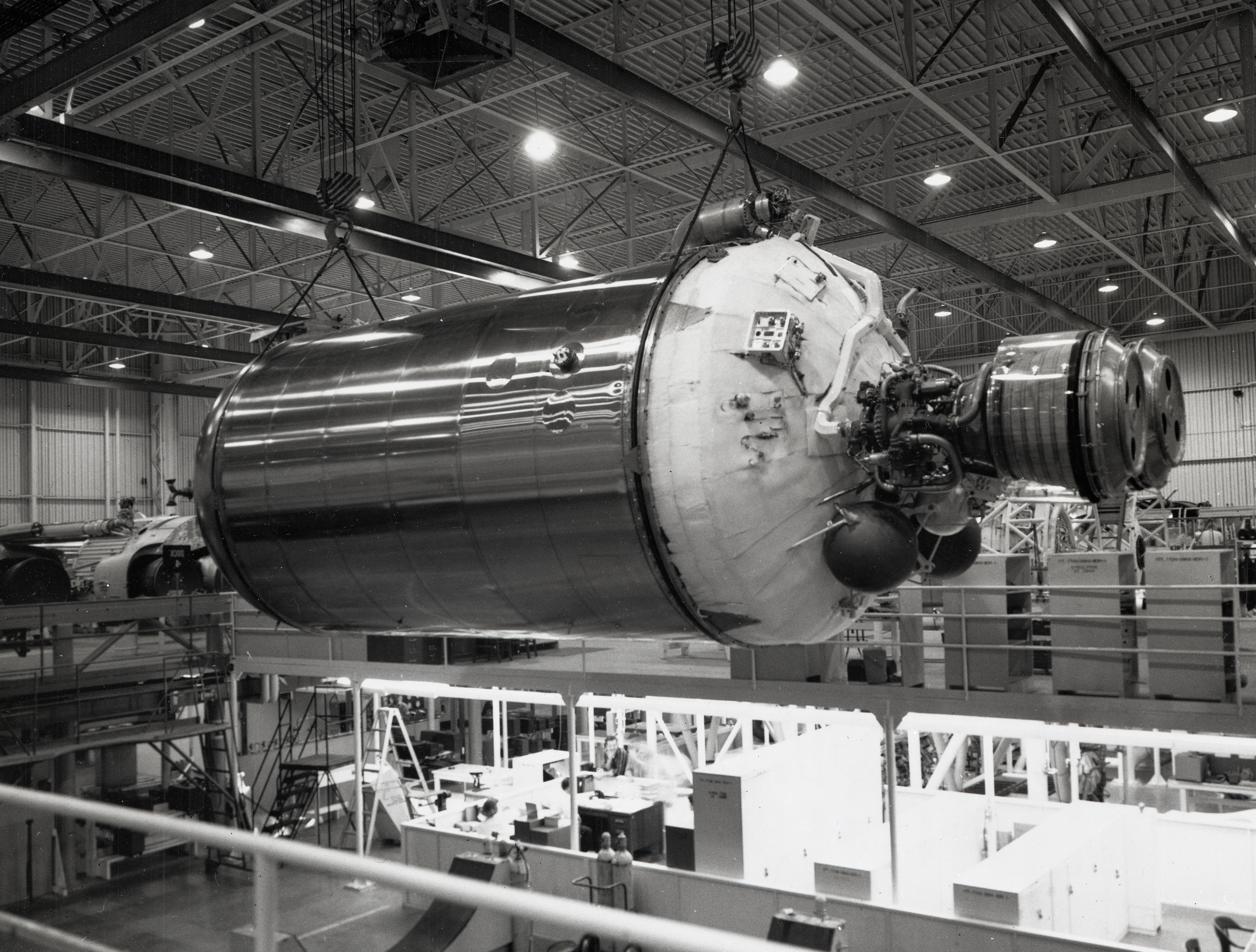
Estágio superior Centauro durante a montagem, sem isolamento no tanque balão exposto.

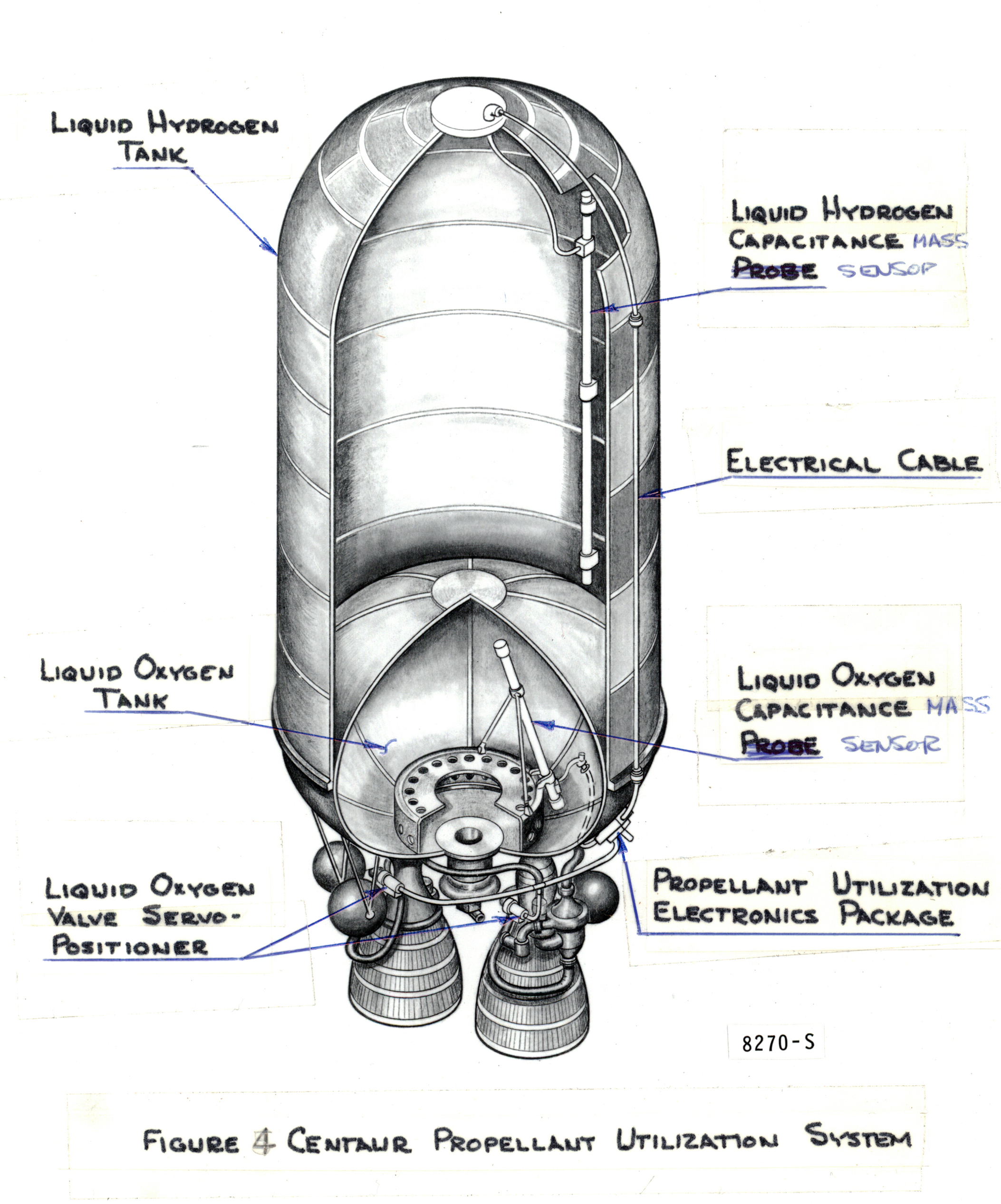
Diagrama do tanque de balão Centauro.

Um tanque balão é um estilo de tanque de propelente usado no míssil balístico intercontinental SM-65 Atlas (ICBM) e no estágio superior Centaur que não usa uma estrutura interna, mas depende de uma pressurização interna positiva para manter sua forma.
Os tanques balão são muito leves e isso permite uma boa fração de massa propelente. Uma desvantagem dos tanques balão é que, se a pressurização falhar, o vaso entrará em colapso.

## Projeto
Os tanques balão recebem esse nome inspirados nos balões de festa cilíndricos que inspiraram Karel Bossart, que projetou os foguetes Atlas e Centaur para a Força Aérea dos EUA e a NASA. Construído em aço inoxidável extra duro 301 muito fino com 0,014–0,037 polegadas (0,3556–0,9398 mm) de espessura, antes da integração no corpo do foguete Atlas ou Centaur, os tanques são inflados com nitrogênio para dar a eles sua forma e resistência. Como tal, os tanques balão devem permanecer sempre pressurizados, pois qualquer queda apreciável na pressurização resultará em falha. No entanto, as fuselagens podiam ser manuseadas sem pressurização do tanque por meio do uso de um mecanismo de "stretch" (que basicamente ajudava a suportar o peso do veículo e evitava o colapso). Por outro lado, os tanques não-balão em outros foguetes de propulsão líquida permanecem rígidos enquanto vazios devido a uma estrutura interna, embora também dependam da pressurização interna para suportar o empuxo e as cargas de lançamento.

## Histórico
O uso de tanques de balão no Atlas ICBM foi ideia do projetista de foguetes Karel Bossart. Em vez da estrutura interna tradicional usada nos foguetes disponíveis na época, especialmente o míssil balístico de curto alcance (SRBM) Redstone, um descendente direto do foguete V-2, os projetistas do Atlas ICBM usaram o conceito de tanque balão para tornar o foguete mais leve, o suficiente para lançar uma ogiva termonuclear de até 3,75 megatons contra um alvo na União Soviética de uma plataforma de lançamento nos Estados Unidos contíguos. Esta tecnologia de tanque tornou viável um projeto relativamente simples de "estágio e meio" para o Atlas, em vez do esquema de estágios mais complicado usado nos ICBM LGM-25 Titan posteriores.
Após seu desenvolvimento inicial no foguete Atlas, Bossart usou a mesma tecnologia com o estágio superior Centaur de alta energia. O foguete Centaur, abastecido com hidrogênio líquido e movido por um motor RL10, foi originalmente planejado para ser usado com o foguete Saturno V para missões de alta energia no Sistema Solar, mas foi posteriormente adaptado para uso como parte dos foguetes Atlas e Titan. .
Em maio de 1963, na "Vandenberg Space Force Base", um veículo Atlas-Agena sob teste estático sofreu uma falha de pressurização, levando ao colapso total do veículo que estava programado para transportar um satélite espião KH-7. O estágio superior do Agena foi reparado e usado para voos posteriores. Um artigo de 2009 menciona uma revisão dos números de série do hardware que levam à conclusão de que a carga útil do satélite ainda não havia sido montada no foguete durante o teste que falhou. Uma história do programa, no entanto, escrita em 1973 (desclassificada em 2011) afirma que o satélite foi danificado além da possibilidade de reparo.
Com a introdução do Atlas V "Evolved Expendable Launch Vehicle" (EELV), tanques balão e meio estágio não são mais usados no foguete Atlas. O Centaur, no entanto, mantém esse recurso, mas não sofreu uma única falha catastrófica desde o primeiro vôo do Atlas V.